# 甘普林
甘普林（德語：Gamprin，德語發音：[ɡamˈpʁiːn] ⓘ）是列支敦士登的一个市镇，总面积6.1平方公里，2019年6月30日总人口为1,663人。